# Kamiizumi Nobutsuna
Kami-Izumi Ise-no-Kami/Musashi-no-kami Fujiwara-no-Hidetsuna/Nobutsuna 上泉伊勢守（武蔵守）藤原秀綱（信綱）(1508?-1577?) foi um dos maiores nomes do kenjutsu durante o período Muromachi.
Como espadachim, ele aprendeu Kashima Shin-ryû 鹿嶋神流 com Matsumoto Bizen-no-kami Masamoto 松本備前守正元 e aprendeu Aisu Kage-no-nagare 愛洲陰流 com Aisu Koshichiro　愛洲小七郎 . Estes estilos foram a base para a criação do estilo Shinkage-ryû.
Como guerreiro, ele protegeu o castelo Ôgo 大胡 e foi um dos homens mais destacados de Uesugi Kenshin 上杉謙信. Depois da derrota para os homens de Takeda Shingen 武田信玄, ele é convidado para se tornar vassalo de Takeda, mas ele se recusa, preferindo sair em peregrinação para o aperfeiçoamento das suas habilidades marciais. Alguns estudiosos levantam a hipótese desta decisão ser apenas uma camuflagem, onde Kami-Izumi seria na realidade um espião a serviço de Takeda.
Os últimos anos de sua vida são nebulosos, não havendo registros confiáveis acerca do local onde ele viveu, nem sobre a data e o motivo da sua morte.

## Curiosidades
- Kami-Izumi aparece no mangá Vagabond.
- Um dos episódios relativos a Kami-Izumi é utilizado em uma das primeiras cenas do filme "Os Sete Samurais", de Akira Kurosawa.